# WCT Tournament of Champions 1980
Il WCT Tournament of Champions 1980 è stato un torneo di tennis giocato sulla terra verde. Si è giocato al West Side Tennis Club di Forest Hills negli Stati Uniti. È stata la 4ª edizione del singolare, la 1a del doppio. L'evento fa parte del Volvo Grand Prix 1980. Si è giocato dal 5 all'11 maggio 1980.

## Campioni

### Singolare maschile
Vitas Gerulaitis ha battuto in finale  John McEnroe con il punteggio di 2–6, 6–2, 6–0

### Doppio maschile
Peter Fleming /  John McEnroe hanno battuto in finale  Peter McNamara /  Paul McNamee con il punteggio di 6–2, 5–7, 6–2